# マイクル・P・キュービー＝マクダウエル

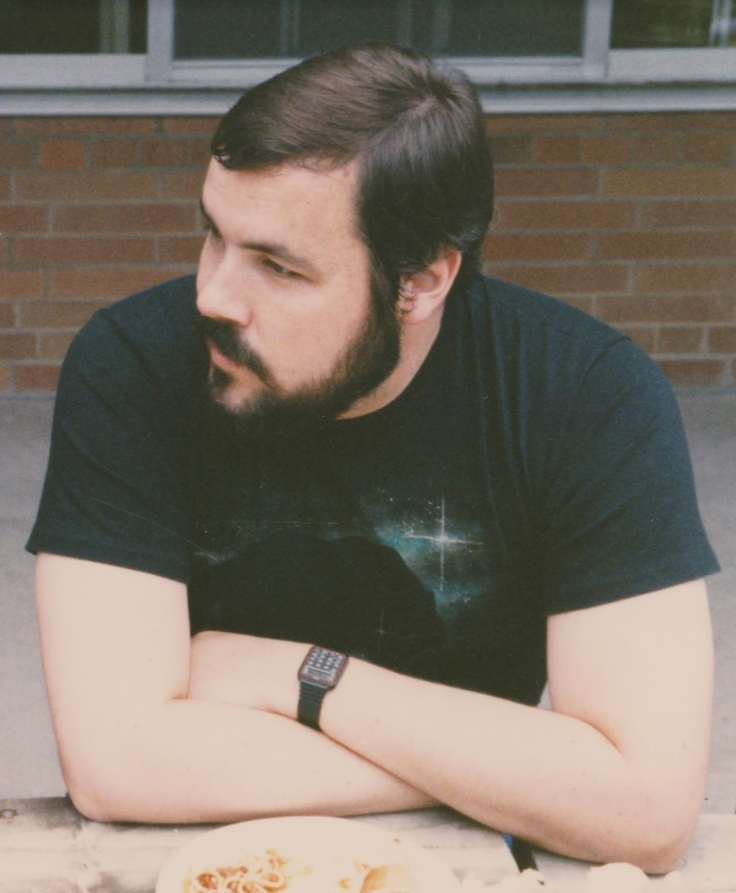
Michael P. Kube-McDowell (1989)

マイクル・P・キュービー=マクダウエル （Michael P. Kube-McDowell、1954年8月29日 - ）は、アメリカ合衆国フィラデルフィア出身のSF・ノンフィクション作家。

## 経歴
ニュージャージー州カムデンの高校を卒業し、ミシガン州立大学で教育学を修め、インディアナ大学で修士号を取得した。7年間教職につきその間に有能さから国から表彰され科学や科学教育に関する記事の執筆者としても知られた。1979年にアメージング・ストーリーズ誌で小説家デビュー。アナログ誌などの他のSF雑誌にも短篇を発表していった。1985年の処女長篇『アースライズ』でフィリップ・K・ディック賞候補、1991年の長篇The Quiet Poolsでヒューゴー賞長編部門候補となっている。

## 著書
- Thieves of Light, 1987（Michael Hudson名義）
- 『悪夢の並行世界』Alternities, 1988（山高昭訳、ハヤカワ文庫SF、1989年）
- 『星々へのキャラバン』The Quiet Pools, 1990（山高昭訳、ハヤカワ文庫SF、1991年）
- 『トリガー』 The Trigger, 1999（アーサー・C・クラークとの共著。冬川亘訳、ハヤカワ文庫SF、2001年）
- Vectors, 2002
- The Trigon Disunity
  - 『アースライズ』Emprise, 1985（古沢嘉通訳、創元SF文庫、1991年）
  - 『エニグマ』Enigma, 1986（山高昭訳、ハヤカワ文庫SF、1991年）
  - 『トライアッド』 Empery, 1987（古沢嘉通訳、創元SF文庫、1993年）
- 『電脳惑星・1 ロボット・シティを捜せ！』Isaac Asimov's Robot City 1: Odyssey, 1987（アイザック・アシモフとの共著。黒丸尚訳、角川文庫、1989年）
- Star Wars : The Black Fleet Crisis
  - 『スター・ウォーズ 嵐の予兆』Star Wars: Before the Storm, 1996（秋友克也訳、竹書房文庫、1997年）
  - 『スター・ウォーズ 偽りの盾』Star Wars: Shield of Lies, 1996（秋友克也訳、竹書房文庫、1998年）
  - 『スター・ウォーズ 暴君の試練』Star Wars: Tyrant's Test, 1996（秋友克也訳、竹書房文庫、1998年）